# Treball infantil

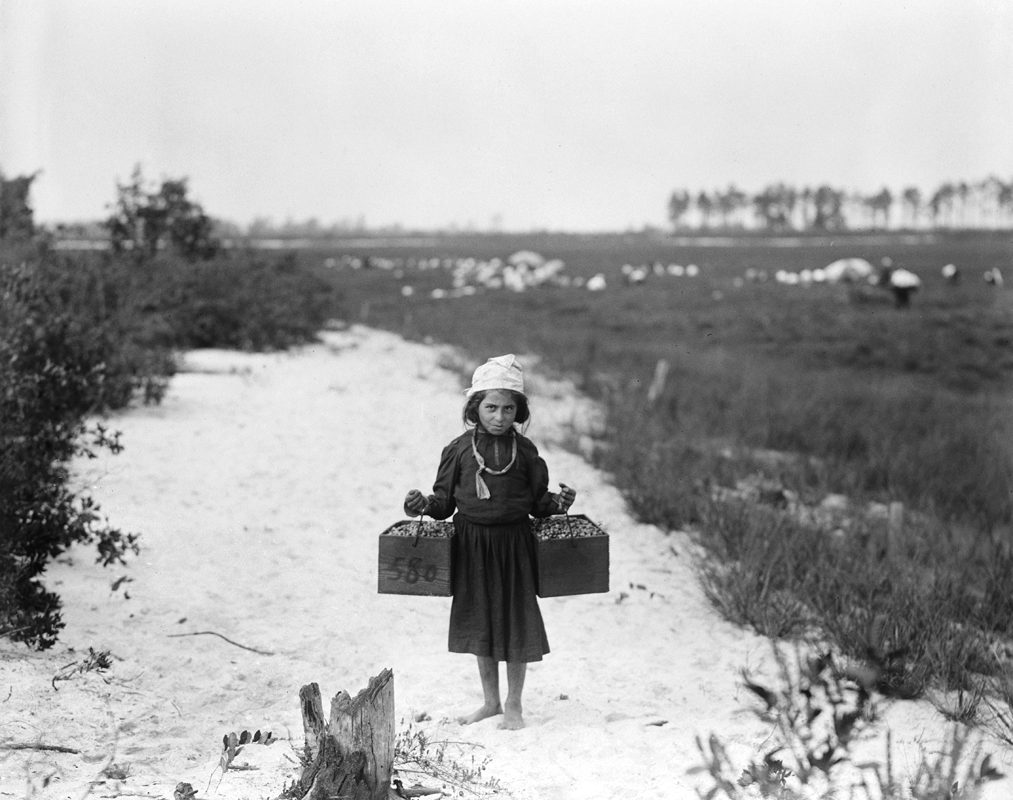
Nena de 10 anys treballant als EUA al 1910.

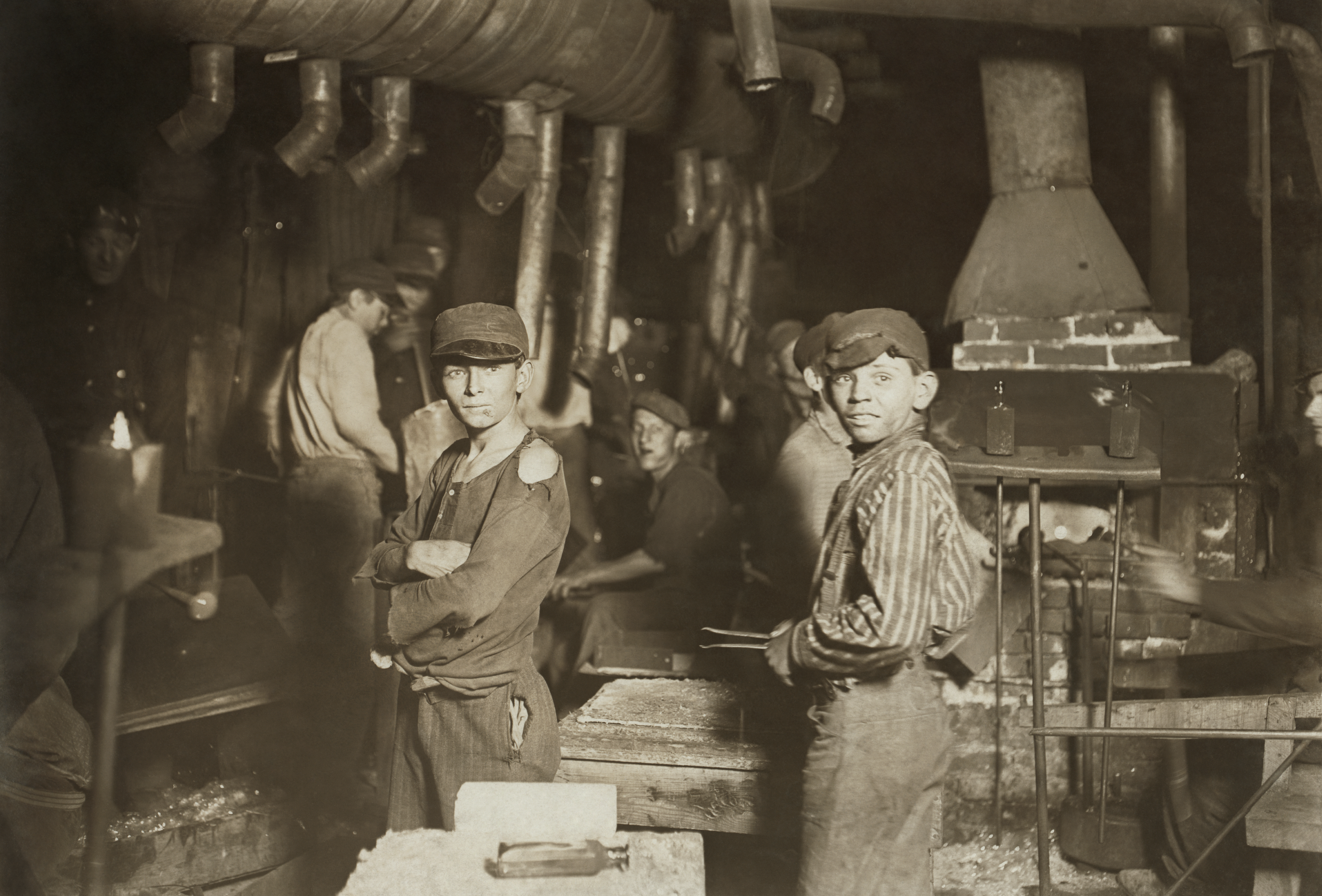
Nens treballant en una fàbrica d'ampolles a Indiana, Estats Units. Mitjanit a la fàbrica de vidre. Fotografia de Lewis Hine, 1908.

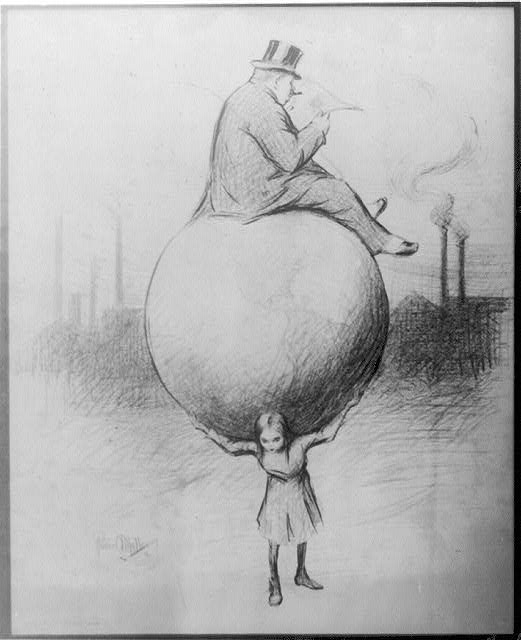
Caricatura del treball infantil

El treball infantil és l'ús de nens i nenes per realitzar treball a canvi de remuneració econòmica o en espècies. Sovint aquests ingressos són gestionats pels seus pares o tutors. El treball infantil ha estat àmpliament acceptat històricament, per exemple als segles xviii i xix a l'Europa Occidental, però actualment el treball infantil és prohibit per llei a molts països a l'empara de tractats internacionals, especialment els promoguts per UNICEF, i es considera una forma d'esclavitud. El Dia Internacional contra el treball infantil se celebra el 16 d'abril.
Es parla d'explotació infantil en els casos següents:
- Nens i nenes menors de 18 anys que realitzen qualsevol activitat econòmica de producció que afecti el seu desenvolupament personal o li negui els seus drets.
- Nens i nenes obligats a fer un treball sense que es beneficiïn dels diners generats.
- Nens i nenes en edats compreses entre els 12 i els 14 anys que realitzen qualsevol treball que impliqui un risc i sigui perillós.
- Menors d'edat que es troben en situacions com:
  - Víctimes del tràfic de drogues o d'armes;
  - Obligats a prostituir-se;
  - Reclutats per la força, obligats o induïts a realitzar activitats il·legals o que amenacen la seva pròpia integritat, com ara participar en conflictes armats.

Com excepció dins del context internacional actual, a Bolívia es legalitzà l'any 2014 el treball a partir dels 10 anys per la llei Código Niño, Niña y Adolescente.